# Antonius Divitis
Antonius Divitis (de Rycke, de Rijke, de Ryke, le Riche) (* zwischen 1470 und 1475 in Löwen; † um 1526) war ein franko-flämischer Komponist, Sänger und Kleriker der Renaissance.

## Leben und Wirken
Der Tag der Geburt von Antonius Divitis konnte von den Musikhistorikern bisher nicht ermittelt werden. Aus den Kapitularakten seiner ersten bekannten Stellung kann man entnehmen, dass sein eigentlicher Name Antonius de Rycke war; hiervon ist die französische Form le Riche abgeleitet, oder latinisiert Divitis („des Reichen“). Letztere Form erscheint ausschließlich auf seinen Musikhandschriften. Es wird vermutet, dass er seine Ausbildung in Brügge erhielt. Am 13. Juni 1501 wurde er als Sänger und Kleriker an St. Donatian in derselben Stadt aufgenommen und dort am 30. Juni zum Magister der Chorknaben (Zangmeester) ernannt. Wenig später, am 12. Juli, übernahm er hier auch die Position des Succentors (Chorleiters) als Nachfolger von Alain de Groote. Am 15. Dezember desselben Jahres empfing er die Priesterweihe und zelebrierte am 3. April des folgenden Jahres seine erste Messe.
Diese Stelle gab Divitis im März 1504 aus unbekannten Gründen auf und übersiedelte nach Zeeland; kurz darauf ging er nach Mecheln, wo er an der Kirche St. Rumbold am 4. April zum Chorleiter und Magister der Chorknaben ernannt wurde. Finanzielle Probleme, die ihn schon in Brügge und Zeeland verfolgt haben, veranlassten ihn wohl, auch diese Stelle nur ein Jahr später wieder zu verlassen und an die Hofkapelle des Herzogtums Burgund zu gehen.
Diese Institution am Hof Philipps des Schönen war sicher eine der angesehensten musikalischen Einrichtungen dieser Zeit. Divitis war hier ab Oktober 1505 Kollege von Pierre de la Rue, Alexander Agricola und Marbrianus de Orto. Im Jahr 1506 verlegte Philipp der Schöne die gesamte Kapelle nach Spanien, starb aber dort schon am 25. September des Jahres. Wie etliche seiner Kollegen blieb Divitis noch bis 1508 in den Diensten der Regentin Johanna; für die folgenden zwei Jahre fehlen dann die Informationen. In den Supplikenregistern der päpstlichen Kurie wird Divitis im Mai 1510 als Sänger an der Kapelle der französischen Königin Anne de Bretagne genannt, wo zu dieser Zeit auch Jean Mouton, Claude de Sermisy und Jean Richafort angestellt waren. Nach dem Tod von Königin Anne im Jahr 1514 ging die Kapelle auf König Ludwig XII. über, welcher 1515 starb. Divitis blieb auch unter seinem Nachfolger Franz I. in dieser Stellung. In der Motette „Mater floreat florescat“ von Pierre Moulu, komponiert möglicherweise anlässlich des Einzugs von Königin Claudia im Jahr 1517, wird Divitis im Text „Divitis felix“ genannt.
Nachdem König Franz nach seiner Niederlage in der Schlacht von Pavia 1525 gegen Kaiser Karl V. gefangen genommen wurde, reduzierte sich seine Hofhaltung drastisch und der Komponist verschwindet aus den Gehaltslisten. Ab diesem Jahr verliert sich Divitis' Spur gänzlich. Die große Verbreitung seiner Werke in Italien lassen keinesfalls Rückschlüsse auf einen Italienaufenthalt zu, weil Kompositionen aus dem Umfeld der französischen Hofkapelle (Mouton, Richafort, de Sermisy, Moulu) südlich der Alpen grundsätzlich sehr beliebt waren. Es gibt aber im sogenannten „Occo-Kodex“ eine Requiem-Komposition, die in der burgundischen Schreibwerkstatt von Petrus Alamire kopiert wurde, mit der Überschrift „Antonius divitis pie memorie“. Dies ist zwar eine Fehlzuschreibung, weil das gleiche Stück in zwei früheren Handschriften von Alamire mit „Antonius de fevin pie memorie“ betitelt ist; aber der Schreiber, dem dieser Fehler passierte, hat offenbar gewusst, dass auch Divitis zu dieser Zeit bereits verstorben war.

## Bedeutung
Ähnlich wie bei vielen anderen franko-flämischen Komponisten seiner Zeit und seiner Vorgänger liegt der künstlerische Rang und der Reiz der Musik von Antonius Divitis vor allem in der kreativen Verarbeitung von schon vorhandenem melodischen Material (z. B. von Johannes Ockeghem oder Josquin). Die Motette „Ista est speciosa“ ist um einen Cantus-firmus-Tripelkanon herum aufgebaut; seine Magnificat-Vertonungen sowie die Motette „Gloria laus et honor“ sind Cantus-firmus-Paraphrasen auf höchstem kontrapunktischen Niveau. Der historisch und künstlerisch bedeutendste Teil seines Gesamtwerks sind jedoch die drei vorhandenen Messenvertonungen, frühe Vertreter der Parodiemesse nach den Vorläuferwerken von Ockeghem, Obrecht und Josquin. Diese nahm in den ersten Jahrzehnten des 16. Jahrhunderts ihren Anfang bei den Komponisten am französischen Hof; hier wurde nicht ein einstimmiger Cantus firmus, sondern ein kompletter vierstimmiger Satz als Vorlage verarbeitet.
Die technische Meisterschaft von Antonius Divitis, seine nicht-ostentative, aber immer klare Textvertonung und die reiche Fantasie im Umgang mit schon vorhandenem musikalischen Material stellen ihn den anderen franko-flämischen Komponisten seiner Generation (Mouton, Richafort, de Sermisy) ebenbürtig zur Seite.

## Werke
Sämtlich Vokalmusik; Gesamtausgabe: Antonius Divitis. Collected Works, 1 Band, herausgegeben von B. A. Nugent, Madison 1993 (= Recent Researches in the Music of the Renaissance Nr. 94), mit vollständigen Quellenangaben.
- Messen und Messenfragmente
  - Missa „Gaude Barbara“ zu vier Stimmen (nach einer Motette von Jean Mouton)
  - Missa „Quem dicunt homines“ zu vier Stimmen (nach einer Motette von Jean Richafort)
  - Missa super „Si dedero“ zu vier Stimmen (nach der Liedmotette von Alexander Agricola oder Johannes Ghiselin)
  - Credo zu sechs Stimmen
  - „Pleni sunt coeli“ zu drei Stimmen
- Magnificat (alle zu vier Stimmen)
  - Magnificat secundi toni
  - Magnificat octavi toni
- Motetten, soweit vollständig erhalten
  - „Gloria, laus et honor“ zu fünf Stimmen
  - „Ista est speciosa“ zu fünf Stimmen
  - „O desolatorum consolator“ zu vier Stimmen
  - „Per lignum salvi facti sumus“ zu fünf Stimmen
  - Salve regina („Adieu mes amours“) zu fünf Stimmen
  - „Semper eris pauper“, Kontrafaktur des Pleni aus der Missa „Si dedero“
- Fragmente von Motetten
  - „Ave Maria gemma“ zu drei Stimmen (unvollständig, nur Tenor und Bass nachgewiesen)
  - „Da pacem Domine“, Stimmenzahl unbekannt (nur Alt erhalten)
  - „Si ambulavero“ zu drei Stimmen (unvollständig, nur Tenor und Bass nachgewiesen)
- Chanson
  - „Fors seulement“ zu fünf Stimmen (Alt = Sopran von Ockeghems gleichnamiger Chanson)
- Zweifelhafte Werke und Fehlzuschreibungen
  - Missa „Dictes moy“ (teilweise anonym, teilweise Divitis oder Antoine de Févin zugeschrieben; von Antoine de Févin)
  - Missa pro fidelibus defunctis (Requiem), (Divitis bzw. Févin zugeschrieben; von Antoine de Févin)
  - Missa „Vos qui in turribus“ (im Inhaltsverzeichnis „Divitis“ zu „Gascone“ korrigiert; von Mathieu Gascongne)
  - Magnificat quinti toni (Divitis und Jean Richafort zugeschrieben; Autorschaft nicht entschieden)